# Værker af Jacques-François-Joseph Saly
Denne liste er ufuldstændig; hjælp gerne med at udfylde den.
Liste over værker af Jacques-François-Joseph Saly.
Hvis et eller af flere af værkerne står med Q-nummer, er du mere end velkommen til at tilføje værkets danske titel på Wikidata.
Denne liste bliver periodisk opdateret af en bot. Manuelle ændringer ved listen bliver fjernet ved næste opdatering!
| billede | artikel | år   | samling                                                                              | genre                                   | afbilder                                                                     |
| ------- | --- | ---- | ------------------------------------------------------------------------------------ | --------------------------------------- | ---------------------------------------------------------------------------- |
|         | La Douleur tenant un médaillon à l'effigie de Charles Guy de Valory (mort en 1734), lieutenant général des armées du roi | 1750 | Department of Sculptures of the Louvre                                               | allegori                                | dekoration smerte kvinde krydsning frakke Stele sørgmodighed trofæ vase slør |
|         | Portrait de fillette aux nattes, dite aussi, La Boudeuse                                                                 | 1750 | Department of Sculptures of the Louvre                                               |                                         | frisure pige                                                                 |
|         | Le Faune au chevreau | 1751 | Musée Cognacq-Jay                                                                    | statue                                  |                                                                              |
|         | Amour de Saly | 1753 | Department of Sculptures of the Louvre                                               |                                         | Cupido                                                                       |
|         | Frederik V | 1768 |                                                                                      | rytterstatue kunst i det offentlige rum | Frederik 5.                                                                  |
|         | Bust of a Little Girl |      | National Gallery of Art Sculptures in the National Gallery of Art Widener Collection |                                         |                                                                              |